# Rode Raheborg
Rode Raheborg is het vijfde stripalbum uit de Thorgal-parallelreeks De werelden van Thorgal: Kriss Van Valnor. Deze reeks draait om Kriss van Valnor, een van de hoofdpersonen uit de hoofdserie. De strip werd voor het eerst uitgegeven bij Le Lombard in 2014. Het album is getekend door Giulio De Vita met scenario van Yves Sente.

## Het verhaal
In dit deel moeten Kriss Valnor en Koning Taljar zich te weer stellen tegen de legers van keizer Magnus die zich ten doel heeft gesteld om iedereen het geloof in één God op te leggen. Het wordt een bitter strijd waarbij het leger van Kriss ernstig in het nauw gedrongen wordt en het opzetten van een val om de legers van hun tegenstander te vernietigen hun laatste hoop is.
Hoewel het fictie betreft, bevat het verhaal veel verwijzingen naar de Kerstening van Scandinavië en de Noordelijke Kruistochten.